# Барретт (Техас)
Барретт (англ. Barrett) — переписна місцевість (CDP) в США, в окрузі Гарріс штату Техас. Населення — 5223 особи (2020).

## Географія
Барретт розташований за координатами 29°51′56″ пн. ш. 95°3′9″ зх. д. / 29.86556° пн. ш. 95.05250° зх. д. (29.865420, -95.052547).  За даними Бюро перепису населення США в 2010 році переписна місцевість мала площу 17,14 км², з яких 16,55 км² — суходіл та 0,59 км² — водойми.

## Демографія
Згідно з переписом 2010 року, у переписній місцевості мешкало 3199 осіб у 1074 домогосподарствах у складі 809 родин. Густота населення становила 187 осіб/км².  Було 1219 помешкань (71/км²).
Расовий склад населення:
| - 77,4 % — чорних або афроамериканців - 12,2 % — білих - 0,4 % — корінних американців - 7,7 % — осіб інших рас |

До двох чи більше рас належало 2,3 %. Частка іспаномовних становила 14,8 % від усіх жителів.
За віковим діапазоном населення розподілялося таким чином: 29,7 % — особи молодші 18 років, 58,9 % — особи у віці 18—64 років, 11,4 % — особи у віці 65 років та старші. Медіана віку мешканця становила 34,8 року. На 100 осіб жіночої статі у переписній місцевості припадало 97,2 чоловіків;  на 100 жінок у віці від 18 років та старших — 89,5 чоловіків також старших 18 років.
Середній дохід на одне домашнє господарство  становив 39 136 доларів США (медіана — 31 442), а середній дохід на одну сім'ю — 43 769 доларів (медіана — 32 949). За межею бідності перебувало 32,0 % осіб, у тому числі 44,1 % дітей у віці до 18 років та 32,8 % осіб у віці 65 років та старших.
Цивільне працевлаштоване населення становило 1494 особи. Основні галузі зайнятості: освіта, охорона здоров'я та соціальна допомога — 41,7 %, роздрібна торгівля — 11,5 %, будівництво — 10,8 %.